# Quake II
Quake II es un videojuego de disparos en primera persona desarrollado por id Software y distribuido por Activision en 1997. 
Aunque usa el nombre de Quake, también de id Software y es considerado, de hecho como su secuela, su historia se aparta totalmente del ambiente mítico-medieval visto en Quake para adentrarse en la ciencia ficción
La acción en solitario toma lugar en una invasión a la civilización extraterrestre Stroggs, el jugador es un soldado del (presumiblemente) último intento de la humanidad de librarse de la pronta asimilación por parte de los stroggs: cyborgs extraterrestres que invaden planetas para quitarle sus recursos, sin embargo, los recursos de los stroggs son seres vivientes para funcionar con sus máquinas expandiendo así su dominio. La continuación de la historia de Quake II no es Quake III Arena, sino Quake 4. La música del juego fue realizada por la banda Sonic Mayhem.
Quake II utiliza un sistema de red cliente/servidor similar al de Quake y posee todas las demás características del motor de dicho juego, además de varias adicionales. A diferencia de Quake, donde no se obtuvo aceleración por hardware sino por parches posteriores, Quake II fue lanzado con soporte nativo de OpenGL.
La última versión oficial es la 3.20. En esta versión se incorporan numerosas correcciones y nuevos mapas diseñados para el juego en red. El código fuente de Quake II fue liberado por id Software bajo la licencia GPL el 21 de diciembre de 2001. Existen en la actualidad algunos proyectos que, con base en el código fuente del motor de Quake II, crean nuevos motores ya sea para mejorar su rendimiento o añadir características presentes en motores más contemporáneos. El 4 de agosto de 2007, HeXen fue puesto a la venta a través de la plataforma de distribución digital de videojuegos Steam, junto con una colección de otros títulos clásicos de id Software.
En lo que a los jugadores respecta, la estructura básicamente simple del juego permite también a los usuarios personalizar su apariencia al competir en línea y también la del juego mismo, al modificar las texturas, los models y skins (modelos y pieles, equivalente a la apariencia en cuanto a forma y textura que tendría el jugador frente a los competidores), los fondos de las opciones, algunos sonidos, y muchos detalles más, lo que contrasta con la relativa rigidez de la protosecuela del juego, que inicialmente no permitía modificar muchas cosas.

## Datos del juego

### Historia
Los Strogg, una raza alienígena, invadió el planeta Tierra, en busca de fuentes de energía (las que supuestamente eran minerales, combustible y agua), pero los humanos no quedaron con los brazos cruzados y prepararon un contraataque al planeta Stroggos (planeta natal de los Stroggs) con la misión de vencer a los alienígenas, pero resultaron ser los humanos caídos en la batalla los que eran sintetizados con material mecánico y convertidos en Strogg. Los humanos han encontrado el punto de acceso desde la Tierra hasta Stroggos y se preparan para el asalto. El jugador es un soldado de los Marines, y está a punto de ser lanzado en su cápsula hacia la superficie del planeta, pues no es posible hacer un desembarco con la nave principal ya que las defensas del planeta aún están activadas, siendo la mayor de ellas un gigantesco cañón de energía llamado "Big Gun". 
Al ser lanzado, una cápsula cercana le da un golpe a la del personaje, perdiendo el control de la misma y estrellándose contra la superficie del planeta. 
A partir de ahora, el jugador debe ir desde la parte sur de la capital Strogg hasta su núcleo a pie por túneles, canales, almacenes de armas y complejos industriales de los Strogg, entre otros ambientes duros. En el camino deberá resolver acertijos, investigar para conseguir armas, munición e ítems secretos, y sobre todo disparar y pensar bien los disparos. A continuación, algunos de los objetivos que debes cumplir para finalizar la misión que tienes asignada:
- Enviar una señal desde las líneas enemigas strogg hacia la nave del ejército.
- Destruir los complejos industriales de los Strogg.
- Destruir la Big Gun para que las naves puedan aterrizar.
- Destruir el portal que comunica la Tierra con Stroggos.
- Eliminar al Makron, el líder de los Stroggs.

Estos son los objetivos principales, pero también será necesario destruir un tren, provocar la subida de temperatura del reactor de la Big Gun para deshabilitar el control de acceso, destruir una estructura en forma piramidal, y por supuesto, disparar a todo lo que se mueva y parte de lo que no para encontrar secretos.

### Enemigos
En Quake II hay bastantes tipos de strogg: débiles, medios, fuertes... A continuación se expone una lista detallada:

#### Terrestres
- Guardia Ligera (Light Guard): Son los más débiles, llevan un bláster en el brazo derecho y una vez derrotados pueden dispararte si caen de espaldas.
- Guardia de Escopeta (Shotgun Guard): Son un poco más fuertes que los anteriores, llevan una escopeta simple en el brazo derecho, también pueden disparar si mueren de espaldas.
- Guardia de Ametralladora (Machine-Gun Guard): Son los más fuertes de los soldados, llevan una ametralladora en el brazo y como los anteriores, también te disparará una vez en el suelo.
- Ejecutor (Enforcer): Son unos strogg de gran musculatura, con una ametralladora de cadena en el brazo derecho, si estás cerca, te golpeará, si le decapitas, seguirá disparando unos segundos.
- Enloquecedor (Berserker): Llevan un cuchillo en el brazo derecho y un martillo en el izquierdo, si te dan con el cuchillo, saldrás disparado hacia atrás, son muy rápidos y necesitarán cuatro tiros de la escopeta de dos cañones. Son muy peligrosos si te encuentras uno de ellos en una zona con lava, debido a que si te dan con el cuchillo pueden lanzarte a ella. Si te atacan con el martillo serás tirado a un lado.
- Artillero (Gunner): Similar al Berserker, pero con potencia de fuego en lugar de cuchillas. Armado con una Chaingun y un lanzagranadas automático. Pueden ser muy peligrosos, sobre todo al lanzar granadas.
- Médico (Medic): Es un strogg de los más molestos, armado con una hyperblaster, puede revivir a los strogg que no están descuartizados. Es fuerte, pero tiene poca potencia de fuego.
- Cerebro (Brains): Un strogg con escudo de poder, si te acercas mucho te golpeará con unos tentáculos, si no, te intentará atacar con sus brazos. Es fuerte y puede hacer mucho daño, pero la ventaja es que es muy lento y aparece en muy pocas ocasiones.
- Parásito (Parasite): Son unos "perros" robot que te absorben los puntos de salud con un tentáculo. No son muy fuertes, pero en grupos pueden absorber la salud sumamente rápido.
- Doncella de Hierro (Iron Maiden): Es lo que queda de las mujeres después de pasar por los cirujanos strogg, llevan un lanzamisiles en el brazo izquierdo y con la mano derecha, te pueden cortar cómo a un papel. Tienden a levantarse cuando creías que las habías eliminado, así que no es mala idea despedazar sus cuerpos una vez que estén en el piso.
- Tanque (Tank): Uno de los enemigos más fuertes del juego, se encuentra usualmente en zonas estratégicas, protegiendo objetivos importantes. Tienen 3 tipos de ataque: un lanzacohetes múltiple, un potente blaster y una ametralladora. Desde que fija el blanco hasta que dispara tienes menos de un segundo para esquivar el disparo del blaster, para los cohetes, agáchate.
- Jefe Tanque (Tank Boss): Es un tanque enorme, y muy poderoso. Está equipado con una ametralladora y un lanzacohetes. Sólo aparece en un par de ocasiones.
- Comando Tanque (Tank Commander):Es muy similar al Tanque común, posee las mismas armas, pero es aún más resistente y hace aún más daño. Reemplaza a los tanques en la última unidad, actúan como guardias del palacio del Makron.
- Gladiador (Gladiator): Uno de los strogg más difíciles. Son rápidos y muy resistentes. Sobre su hombro llevan un cañón supersónico (Railgun), y en su brazo derecho, dos cuchillas para ataque cuerpo a cuerpo. Puede aniquilarte con dos tiros de la Railgun. Desde que fija el blanco tienes menos de un segundo para esquivar su tiro.
- Mutante (Mutant): Producto de los ácidos y deshechos de las refinerías strogg, es una criatura rápida, similar a los demonios de Quake I. Cuerpo a cuerpo hace muchísimo daño, por lo que más vale aniquilarlo a distancia.
- Arácnido (Spider): (sólo en la edición de PlayStation) Rápidos y resistentes. Llevan una railgun en sus dos brazos y son muy peligrosos. Nos costarán varias municiones eliminarlos.

- Jorg: Es el enemigo que enfrentas antes de Makron, es muy poderoso. Lleva consigo 2 Ametralladoras y su letal disparo el BFG10K, matarlo a distancia es la mejor estrategia.

- Makron (Strogg Leader): Es el jefe final del juego, muy poderoso y resistente, tiene las 3 mejores armas del juego, Hyperblaster, Railgun y la BFG10K, sus ataques son más rápidos que los tuyos, distancia y railgun son la mejor estrategia.

#### Aéreos
- Ícaro (Icarus): Es el volador más fuerte del juego. Es un strogg semihumano unido a dos turbinas, y ataca con una hyperblaster. Hacia el final del juego se vuelven muy peligrosos ya que aparecen en grupos. Su punto débil son sus turbinas.
- Volador (Flyer): Son unos mini strogg con un propulsor y una hyperbláster. Puede atacar cuerpo a cuerpo con las cuchillas que posee en sus alas. Son débiles, pero usualmente atacan en grupo, apareciendo en momentos inesperados.
- Técnico (Technician): Una cabeza en un contenedor cilíndrico de color rojo, atacan con unas cuchillas y elctrocutandote de cerca y un hyperblaster a distancia.
- Hornet: Es un Jefe que aparece en el Escenario Big Gun, después del Reactor, en el Satélite (Nivel Secreto) y también en el Hangar, los 2 últimos pueden evitarse, pero el del escenario Big Gun hay que matarlo por obligación, sus armas son 2 Ametralladoras y un cuádruple Lanzacohetes, es uno de los enemigos más poderosos del juego.

#### Acuáticos
- Barracuda (Barracuda Shark): Es una serpiente-tiburón acuática que ataca al entrar en contacto visual fuera del agua. Son difíciles de distinguir si ésta es marrón; en agua transparente sí se ven. Son débiles, pero se mueven rápido, por lo que es difícil apuntarles.

### Armas
Hay 11 armas (cómo en la mayoría de los videojuegos de disparos en primera persona) asignadas de 1 a 0 y la G para las granadas:
- "Bláster (Blaster)" El arma con que empiezas, posee munición ilimitada, pero es muy débil. Sólo sirve para aniquilar a los guardias.
- "Escopeta (Shotgun)" Escopeta de un cañón, más eficaz en distancias cortas, usa cartuchos como munición (Shells). Es la primera arma que se consigue en el juego, en el primer nivel. A medida que se avanza en el juego, sin embargo, se va volviendo menos útil.
- "Superescopeta (Super Shotgun)" Escopeta de 2 cañones, es muy potente, pero consume 2 cartuchos por disparo. Conseguirla es el objetivo del nivel secreto de la primera unidad.
- "Metralleta (Machine Gun)" Subfusil con bastante retroceso, usa balas como munición (Bullets). Uno de sus defectos es que al disparar pierdes precisión por el retroceso. Muy útil para enemigos no muy fuertes.
- "Ametralladora (Chain Gun)" La Ametralladora consume la munición muy deprisa, pero es muy eficaz. Con un disparo ya gasta seis balas. Especial para eliminar a enemigos rápidos como los Berserker, o los Mutantes.
- "Lanzagranadas (Grenade Launcher)" Si impacta directamente sobre el enemigo daña tanto como un cohete. Usa las granadas como munición (Grenades). Es un arma de daño de dispersión, por lo que hay que tener cuidado y utilizarlo solo para enemigos a distancia. Es especialmente útil en niveles laberínticos.
- "Lanzacohetes (Rocket Launcher)" Es muy dañino, incluso para el que dispara, usa los cohetes como munición (Rockets). Al igual que el Grenade Launcher, es un arma de daño de dispersión. Sólo úsalo con enemigos a distancia. Especial para monstruos muy fuertes como los Gladiadores y los Tanques. También con ella se puede realizar una técnica llamada "salto de cohete (rocket-jump)", con la que podrás acceder a zonas que parecen inaccesibles.
- "Hyperblaster (Hyperblaster)" Un ametralladora-bláster automática y muy poderosa, usa las células de energía como munición (Cells). Es recomendable para zonas con muchos enemigos, o para aniquilar a los monstruos voladores, como los Técnicos y los Icarus.
- "Cañón Magnético (Rail Gun)" Cañón Magnético que dispara cargas de uranio (Slugs). Es un arma muy potente. Con dos disparos basta para aniquilar a un Gladiador. La mayoría de los demás monstruos no resisten uno. Ideal para matar varios stroggs a la vez si estos se encuentran alineados. Su única desventaja es la lentitud de recarga.
- "BFG10K" La Bio Force Gun es el nombre más políticamente correcto para el arma, pero el original es Big Fucking Gun (arma originaria de Doom), usa 50 células de energía por disparo y es el arma más potente de todas. Sólo dispara en una zona llena de stroggs y verás como las paredes se tiñen de rojo. Ideal para zonas llenas de enemigos, o contra los más fuertes.
- Granadas de mano. Se equipan pulsando la G (por defecto). Una vez activadas explotan a los cuatro segundos o al tocar a un enemigo. Si mantienes el botón de disparo puedes mantenerla en la mano hasta que sueltes el botón o explote en la mano.

Además, existen seis tipos de munición:
- "Shells" Cartuchos (Escopeta y Escopeta de Cañón Doble)
- "Bullets" Balas (Metralleta y Ametralladora)
- "Grenades" Granadas (de mano y para Lanzagranadas)
- "Rockets" Cohetes (Lanzacohetes)
- "Cells" Celdas de energía (Hyperblaster y BFG10K)
- "Slugs" Cargas de uranio (Railgun)

### Objetos y utensilios
En Quake II hay muchos objetos diferentes y útiles:
- Respirador submarino (Underwater Breather): Sirve para aguantar más tiempo bajo el agua, se activa por defecto con "b"
- Traje ambiental (Enviorement Suit): El ácido no te dañará, sin embargo no hay que confiarse, no te protege de la lava. "e"
- Invulnerabilidad (Invulnerability): Te hará invulnerable a todo y no bajará tu estado de salud ni perderás armadura. "i"
- Cuadruplicador de Potencia (Quad Damage): Con forma del símbolo de Quake II multiplica por 4 el daño infligido, mejor en combates complicados. "q"
- Silenciador (Silencer): Los disparos no se oirán tanto y pasarás desapercibido si estás en posición segura. "s". Con poca utilidad en el modo historia, pero muy útil en multijugador.
- Bandolera (Bandolier): Aumenta el espacio para munición ligera.

| Tipo de munición | Grenades | Shells | Bullets |
| ---------------- | -------- | ------ | ------- |
| Por bandolera    | 0        | 10     | 50      |
| Tope máximo      | 50       | 150    | 250     |

- Mochila de Municiones (Ammo Pack): Aumenta el espacio de todas las municiones.

| Tipo de munición | Grenades | Shells | Bullets | Cells | Rockets | Slugs |
| ---------------- | -------- | ------ | ------- | ----- | ------- | ----- |
| Por mochila      | 5        | 10     | 50      | 50    | 5       | 10    |
| Tope máximo      | 100      | 200    | 300     | 300   | 100     | 100   |

- Ammo: Munición, ver apartado.
- Weapons: Armas, ver apartado.
- Armaduras (Armor): Son muy útiles para disminuir el daño producido por las armas. Se dividen en Armor Shard, Jacket Armor, Combat Armor y Body Armor.

Pieza de armadura (Armor Shard): 
Aumenta 2 a tu nivel de armadura.
Chaqueta de armadura (Jacket Armor): Aumenta 25 a tu nivel de armadura con un máximo de 50.
Armadura de combate (Combat Armor):Aumenta 50 a tu nivel de armadura con un máximo de 100.
Armadura de cuerpo (Body Armor): Aumenta 100 a tu nivel de armadura con un máximo de 200. También hay una armadura especial llamada Power Shield (Escudo de Energía), con la cual puedes utilizar las células de energía para ofrecerte protección.

## Modalidad multijugador
Sin duda, lo que elevó la popularidad de Quake II, y que provocó que aún hoy mantenga pequeñas pero fieles comunidades alrededor del mundo, fue el hecho de ser altamente modificable, y las innumerables modificaciones que fueron apareciendo, tanto para uno como varios jugadores.
La versión retail de Quake II (v 3.14) venía con una limitada capacidad multijugador. Si bien es cierto permitía organizar partidas cooperativas (participantes conectados entre sí, jugando como equipo e intentando vencer los niveles y enemigos del juego) de hasta 4 personas a través de Internet, y de hasta 16 jugadores en partidas Deathmatch (combate a muerte), no fue hasta la aparición de la actualización final (v 3.20) que Quake II reveló su verdadero potencial. Se incluían ahora ocho arenas o mapas diseñadas exclusivamente para el combate a muerte multijugador. Además, algunas versiones del parche incluían una nueva modalidad de juego llamada CTF - Capture the Flag (Capturar la Bandera), el cual ofrecía una nueva dimensión de entretenimiento multijugador, poniendo a dos equipos en contra para cuidar la bandera de su color, y a la vez capturar la del contrario.
Esto disparó la aparición de decenas de modificaciones (conocidas como Mods) con las más diversas reglas, estilos de juego y presentaciones. Algunas de las más notables y exitosas fueron Rocket Arena, Holywars, Vortex, Action Quake 2 y D-DAY entre muchas otras.

## Banda sonora
- 01 - Sonic Mayhem - id Logo (0:05)
- 02 - Bill Brown - Intro (1:03)
- 03 - Bill Brown / Rob Zombie - Ntro (3:30)
- 04 - Sonic Mayhem - Operation Overlord (3:28)
- 05 - Sonic Mayhem - Rage (2:17)
- 06 - Sonic Mayhem - Kill Ratio (2:32) (Very similar to the song "Cowboy from Hell" by Pantera)
- 07 - Sonic Mayhem - March of the Stroggs (2:51)
- 08 - Sonic Mayhem - The Underworld (2:34)
- 09 - Sonic Mayhem - Quad Machine (3:35)
- 10 - Sonic Mayhem - Big Gun (3:03)
- 11 - Sonic Mayhem - Descent into Cerberon (2:35)
- 12 - Jer Sypult - Climb (1:59)
- 13 - Bill Brown - Showdown (2:00)

## Recepción

### Ventas
Quake II entró en el ranking mensual de ventas de juegos de computadora, en PC Data en diciembre de 1997, detrás de Riven. Las ventas del juego en los Estados Unidos llegaron a 240,913 copias para fines de 1997, después de su lanzamiento el 9 de diciembre. Fue el juego de computadora número 22 en ventas del país en 1997. El año siguiente, Quake II se aseguró el quinto lugar en las listas de PC Data para enero y febrero del año 1998, antes de caer al #8 en marzo y al #9 en abril del mismo año. Permaneció en el top 20 de PC Data durante otros dos meses, antes de salir en julio de 1998. El juego superó las 850,000 unidades enviadas en mayo de 1998, y 900,000 en junio.
De acuerdo con PC Data, Quake II fue el juego de computadora número 14 en ventas de los Estados Unidos durante el período de enero a noviembre de 1998. Finalmente se aseguró el 15 ° lugar para todo el año, con ventas de 279,536 copias e ingresos de $ 12,6 millones. GameDaily informó en enero de 1999 que las ventas de Quake II en los Estados Unidos habían alcanzado 550,000 unidades; este número aumentó a 610,000 unidades en diciembre de ese año. A nivel mundial, Quake II vendió más de 1 millón de copias en 2002.

## Respuesta Crítica
Quake II recibió críticas positivas. El sitio web de revisión y crítica GameRankings le dio a la versión de PC un puntaje de 87.31%, a la versión de Nintendo 64 81.27%, y a la versión de PlayStation un puntaje de 79.81%. El editor de AllGame Michael L. House elogió a Quake II al afirmar que "la belleza de Quake II no está en el juego para un solo jugador, está en la función multijugador". El editor de Gamespot, Vince Broady, describió a Quake II como "el único videojuego de disparos en primera persona que hace que el Quake original quede completamente obsoleto".
Quake II ganó en la Macworld el premio de Mejor matamarcianos' del año 1999, y de la revista Christopher Breen escribió: "En cualquier solo jugador o en modo multijugador, para carenar a través de corredor-carnicería satisfacción, Quake II es una necesidad -tener." También ganó el premio "Juego de acción del año" de Computer Gaming World de 1997. Los editores escribieron que "para pura acción de adrenalina, visceral e instantáneamente gratificante, Quake II es el ganador indiscutible. Ningún juego nos dio la prisa que tuvo Quake II ".

## Videojuegos que utilizan el motor deQuake II
- Alien Arena: Warriors of Mars
- War§ow
- SiN
- Anachronox
- Heretic II
- Daikatana
- Soldier of Fortune
- Kingpin: Life of Crime
- UFO: Alien Invasion